# Maxime Leblanc
Maxime Leblanc, né le 6 mai 1977, est un joueur français de baseball évoluant au poste de lanceur. Il joua en club pour le Paris UC (N°23) avant de rejoindre les Tigers de Toulouse (N°56) et porte les couleurs de l'équipe de France. Il fait partie de l'équipe de France qui participe au Championnat d'Europe de baseball 2007 à Barcelone en septembre 2007. Il est lanceur partant pour la victoire 6-2 contre l'Ukraine le 10.